# Paco Cuervo
Francisco Cuervo-Arango Caso de los Cobos, también conocido como Paco Cuervo (Salinas, Castrillón, Asturias, 20 de abril de 1939 - Murcia, 5 de junio de 1999)  fue un intelectual español, exjesuita, fundador de la empresa productora de lácteos ecológicos Cantero de Letur.

## Biografía
Nacido en una familia muy tradicional y de derechas, durante los últimos años del franquismo cambió a posiciones políticas de izquierdas. Fue sacerdote jesuita desde 1958 hasta 1973.
Para reivindicar la amnistía y liberación de los presos políticos que tenía encarcelados el franquismo, durante tres meses, del 2 de mayo al 30 de julio de 1976 (fecha en que se aprobó en España una amnistía, en 1977 hubo otras dos). Se concentraba frente a la prisión provincial de Murcia de 9 de la mañana a 9 de la noche donde, tras media hora de silencio, los concentrados gritaban "¡Amnistía! ¡Libertad!".  Se le conocía como el Mendigo de la Paz.
El se refirió a esta acción pacífica y no violenta del siguiente modo en su libro Diario de un mendigo de la Paz:

Me sentaré delante de la cárcel. Mendigaré la paz. De modo pacífico, no violento, con tenacidad.

Fue amenazado por grupos de ultraderecha.
Fue candidato al Senado en las elecciones generales de 1977 por la circunscripción electoral de Murcia en la lista del PCE como independiente, aunque no resultó elegido.Consiguió 59.187 votos, el 13.27% del total.
Se unió a la comunidad del Arca, fundada por Lanza del Vasto, un discípulo de Gandhi. Dicha comunidad defendía la no violencia, el vegetarianismo y la autarquía y se estableció en La Longuera, en la Sierra del Segura albaceteña, a finales de los años 70 y principios de los 80.
Se casó con Pilar Lecina, una profesora que fue destinada a Letur, donde se establecieron en 1985, y que es la madre de sus dos hijos.  Se quedó desempleado pero gracias a un dinero procedente de una herencia pudo comenzar en 1990 la actividad de producción de lácteos ecológicos. 

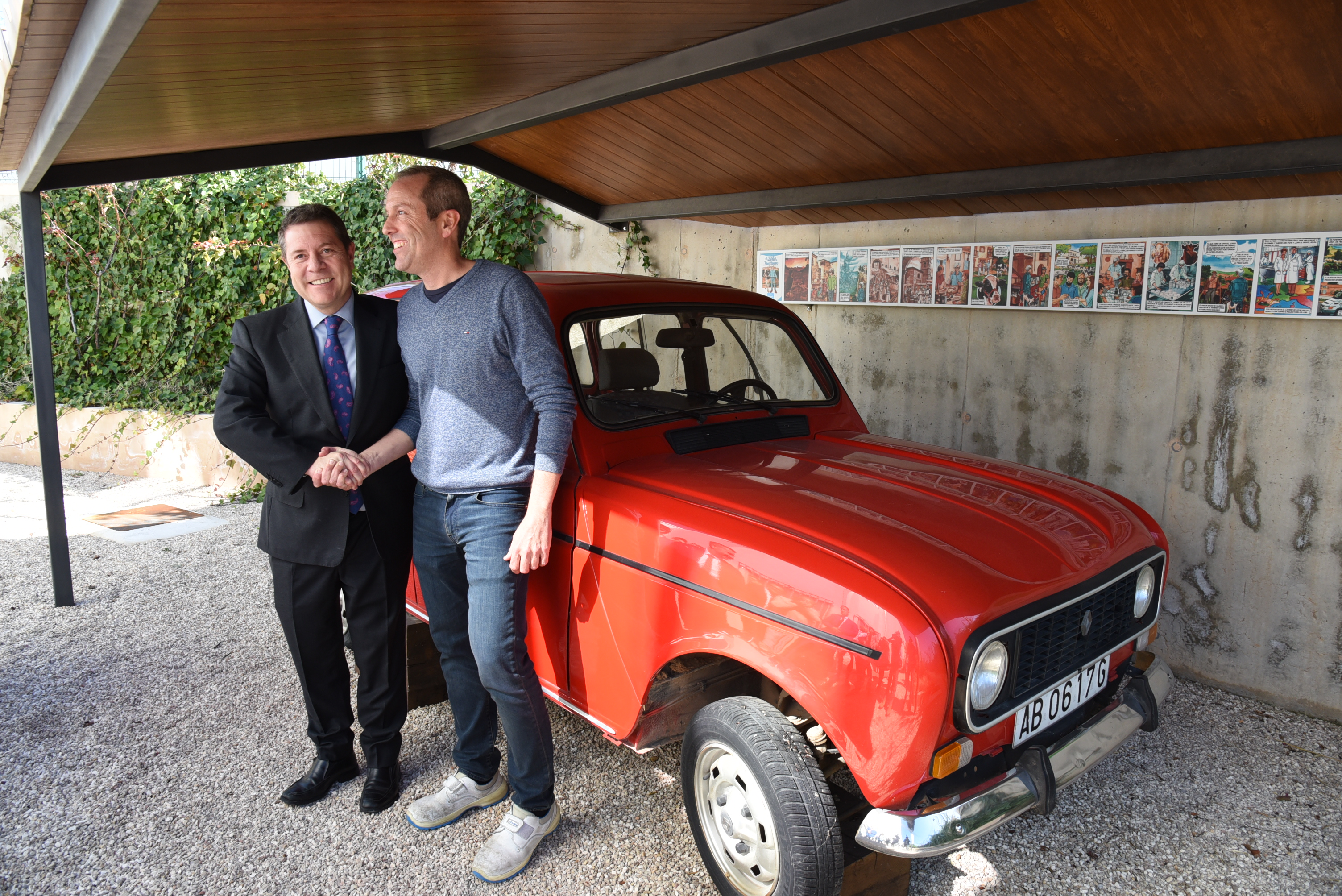
Emiliano García Page, Pablo Cuervo y el Renault 4 de Paco Cuervo

Fue un pionero en España de la ganadería ecológica y del concepto de sostenibilidad. Paco Cuervo empezó con una vaca a abastecer de leche a su familia y más tarde los excedentes los vendía en Letur en su Renault 4; posteriormente compró 4 vacas.  A partir de ahí comenzó la expansión de la empresa que él fundó, El Cantero de Letur, que en la actualidad dirige su hijo Pablo Cuervo-Arango Lecina. 
En el año 1993 enfermó; murió en Murcia en 1999.

## Publicaciones
Artículos de revistas
- Cuatro siglos después, una nueva fórmula.  El Ciervo: revista mensual de pensamiento y cultura, ISSN 0045-6896, Nº. 229, 1973, págs. 10-10

Reseñas
- Apertura al futuro. El Ciervo: revista mensual de pensamiento y cultura, ISSN 0045-6896, Nº. 194, 1970, págs. 15-15

Libros
- Yo creo en Jesús de Nazaret. Bilbao. Editorial  Desclée de Brouver. 1975 ISBN 978-8433005328
- Diario de un mendigo de la paz. Murcia : Ediciones 23-7 27, 1977. ISBN 84-85178-21-1